# Alyx Vance
Alyx Vance és un personatge fictici del videojoc Half-Life 2 de Valve, i dels seus següents episodis, en la qual ella és el centre de l'expansió Half-Life 2: Episode One. Alyx és retratada com una dona jove, se suposa que d'ascendència ètnica variada, exactament d'ascendència malaya i africana, de 20 a 25 anys, i és una figura destacada en la resistència humana contra el govern de la raça alienígena, anomenada "L'Aliança" i el seu administrador, el Dr. Wallace Breen.

## Història[calcitació]
Alyx és la filla del doctor Eli Vance, un científic que treballava a Black Mesa. La seva mare, Azian, vivia amb Alyx als dormitoris comuns del Centre d'Investigació, a prop de Black Mesa però pereix durant la catàstrofe que va sofrir el complex.
Alyx és verdaderament intel·ligent i treballa per a tres grans físics (el seu pare el Dr. Eli Vance, el Dr. Judith Mossman i el Dr. Isaac Kleiner). Posseeix un esperit viu i dinàmic; no només escull oposar-se a L'aliançasi no que es nega a deixar-se intimidar per les insinuacions del Dr. Mossman
Alyx diu d'altra banda al capítol "Black Mesa est" que cal sentir Judith dir que "tindria del ser al seu lloc de Gordon Freeman durant l'experiència de Black Mesa". Pot ser per la seva jove edat, sap guardar en tota situació el seu entusiasme i el seu sentit de l'humor (aquest és més desenvolupat en Half-Life 2: Episodi One, per exemple, quan imita el rascló d'un zombi per espantar Gordon o quan es burla dels soldats de L'aliança.
Alyx posseeix la seva pròpia pistola (anomenada «weapon_alyxgun» als fitxers del joc) que utilitza la majoria del temps. Tanmateix, en Episode One, recull un fusell SPAS 12 que utilitza durant la travessia de l'hospital. Utilitza en un altre moment un fusell de precisió a mirada làser i utilitza dues vegades una metralladora robada per cobrir Gordon Freeman. En el joc, Alyx pot absorbir una gran quantitat de dany abans de morir (igualment més que la seva salut es regenera molt ràpidament).

## Dog
Dog és un robot que va ser construït vint anys abans dels esdeveniments de Half-Life 2 pel doctor Eli Vance per protegir la seva filla Alyx. En ser creat, Dog, era molt més petit, però Alyx li ha anat afegit noves peces per millorar-lo i ara fa més de tres metres d'alçada. Com si fos un veritable gos, en Dog és conegut per ser el company de joc però també el protector d'Alyx Vance.